# Воробьи (Калужская область)
Воробьи́ — деревня в Жуковском районе Калужской области, в составе муниципального образования Сельское поселение «Село Истье».

## География
Находится на северо-востоке Калужской области по обеим сторонам федеральной автодороги А-130 (Варшавское шоссе), на берегах реки Истьи. В 10 километрах к западу расположена железнодорожная станция Балабаново Московской железной дороги.

## Население
| 2002 | 2010 |
| ---- | ---- |
| 272  | ↘240 |

## Этимология
По одной из легенд деревня Воробьи получила своё название в XIX веке. Здесь, на развилке дорог жили люди преимущественно зажиточные, со своим хозяйством и им постоянно были нужны работники. В поисках заработка крестьяне съезжались сюда семьями — «слетались как воробьи».

## История
В 1858 году деревня (вл.) Воробьи (Слиташевка) 1-го стана Боровского уезда, при реке Истье и 20 дворах — на Московско-Варшавском шоссе .
К 1914 году Воробьи (Слиташево) — административный центр Спасопрогнанской волости Боровского уезда Калужской губернии. В 1913 году население в количестве 131 человека, из которых 66 женщин и 65 мужчин. Имелась собственная земская школа.
В годы Первой мировой войны в деревне функционировал питательный пункт для беженцев, заведовал которым Пахарев (Пархаев) Иван Тимофеевич. Всего на территории Боровского уезда, на 1 августа 1916 года было размещено около 2500 беженцев из западных губерний Российской империи, работало отделение Татьянинского комитета
В середине октября 1941 года, захватив Калугу, Боровск, часть Высокиничского и Угодско-Заводского районов, передовые немецкие танковые и моторизованные части рвались к Москве. Находясь на развилке дорог, Воробьи представляли для врага особый интерес.
С 18 по 20 октября 1941 года в районе деревни держали оборону, потрёпанные в боях и малочисленные подразделения: 17-й, 53-й, 60-й, 312-й стрелковых дивизий. Из резерва и с других участков фронта были выделены: 5-й воздушно-десантный корпус, артиллерийская группа майора И. В. Добрицкого, полк 33-й запасной стрелковой бригады, 152-я мотострелковая бригада 43-й армии и другие части.

С утра 18.10 до 20 танков противника с мотопехотой неустановленной численности продолжали выдвижение в направлении города Малоярославец и в 10.30 заняли город. На восточной окраине города противник встретил слабое сопротивление батальона 53сд и, обходя его с юго-востока, начал беспрепятственное движение по шоссе на Подольск. К исходу 18.10 передовые части противника были задержаны 152-й мотострелковой бригадой в районе Воробьи..— Из «Заключения ст. пом. нач. опер. отдела штаба Зап. фронта по вопросу оставления войсками 43-й армии района г. Малоярославца...»
20 октября основные силы 43-й армии начали отход на рубежи по реке Наре. Бойцы 201-й воздушно-десантной и 9-й танковой бригад с приданной артиллерией (арьергард отступающей группировки РККА на Варшавском шоссе), также вскоре отошли в район Папино — Лопатино — Каменка. Воробьи находились под немецкой оккупацией чуть более двух месяцев.
Вечером 25 декабря 1941 года деревня и близлежащие населённые пункты были освобождены особым лыжным батальоном ВС МВО майора А. И. Эпельграда. Потеряв около 400 человек, противник вынужден был отойти в юго-западном направлении. Потери батальона в этих боях составили 19 командиров и красноармейцев.
Воробьёвский сельский Совет возобновил свою деятельность зимой 1942 года. На основании решения Калужского облисполкома № 74 от 08.02.82 года «О реорганизации Грачёвского сельского совета» в состав Воробьёвского сельсовета вошли населённые пункты: Грачевка, Терники, Леташово, Ореховка, Чериково, Собакино.
В 2005 году недалеко от деревни был открыт для посетителей Парк птиц «Воробьи» — самый большой парк птиц в России.

## Объекты историко-культурного наследия
- Братская могила в центре деревни. Возникла весной 1942 года. Местные жители захоронили здесь красноармейцев, погибших в окрестностях Воробьёв в 1941 году. В 1958 году сюда были перенесены останки советских воинов из братской могилы в Акатово. Всего в могиле покоится прах 63 советских воинов[16].

## Комментарии
1. ↑  Эпельград Абрам Израилевич (21.08.1910 - ?) — уроженец города Брест-Литовска, на службе в РККА с 18.08.1929 по 18.01.1944. В декабре 1941 года — майор, командир особого батальона ВС МВО, весной 1942 года — командир 30-й осбр[12]. До демобилизации в звании подполковника, занимал различные командные должности в КУКС УР МЗО, ВПП 232 озсп, 1-й ОШОССП. Кавалер орденов Красного Знамени, Красной Звезды, медалей «За оборону Москвы», «За победу над Германией в Великой Отечественной войне 1941–1945 гг.»[13].
2. ↑   В 2015 году образован новый населённый пункт — хутор Парк Птиц[15]